# Addie L. Wyatt
Addie L. Cameron (Addie L. Wyatt como casada) (Brookhaven, Mississippi em 8 de março de 1924 – Chicago, Illinois em 28 de Março de 2012 nos Estados Unidos) era uma líder no movimento United States Labor e uma ativista dos direitos civis. Wyatt é conhecida por ser a primeira mulher afro-americana eleita vice-presidente internacional de um grande sindicato trabalhista, o Amalgamated Meat Cutters Union. Wyatt começou sua carreira na união no início da década de 1950 e avançou na liderança. Em 1975, com a política Barbara Jordan, ela foi a primeira mulher afro-americana nomeada pela revista Time como Pessoa do Ano.

## Família e início da vida
Wyatt é filha de Ambrose e Maggie (Nolan) Cameron, nasceu na cidade de Brookhaven, no Condado de Lincoln no estado de Mississippi nos Estados Unidos em 8 de março de 1924. Ela é a segunda filha e a filha mais velha de oito filhos. Ela se mudou com sua família para Chicago em 1930, quando ela tinha seis anos de idade. A família mudou-se na esperança de encontrar melhores oportunidades de emprego durante a Grande Depressão. No entanto, os trabalhos que podem ser obtidos para os afro-americanos, neste momento eram difíceis de encontrar.
Aos 17 anos, ela casou-se com Claude S. Wyatt Jr., um funcionário de finanças postal, em 12 de Maio de 1940. Com Claude ela teve dois filhos, Renaldo Wyatt e Claude S. Wyatt III. Ela levantou vários de seus irmãos mais novos depois que sua mãe morreu com a idade de 39 anos e seu pai era incapaz de cuidar deles por causa de doença.

## Honrarias
Wyatt foi nomeada uma como das Mulheres do Ano pela revista Time em 1975. A publicação reconheceu-a por "falando de forma eficaz contra a discriminação sexual e racial na contratação, promoção e remuneração". A imagem de Wyatt apareceu na capa da revista, juntamente com a primeira-dama Betty Ford, o grande tenista Billie Jean King, e a republicana Barbara Jordan, uma das primeiras mulheres negras eleitos para o Congresso.
De 1980 a 1984, foi um dos 100 mais influentes negros americanos pela revista Ebony. Em 1987, a Coalition of Black Trade Unionists estabeleceu o prêmio Addie L. Wyatt Award. [carece de fontes?]